# الطيب ينون
الطيب ينون هو سياسي جزائري مؤسس  الجبهة الجزائرية للتنمية والحرية والعدالة في 2013.

## نشأة
ولد الدكتور الطيب ينون بولاية جيجل شرق العاصمة الجزائرية، استشهد والده صالح ابن بلقاسم وعمره لا يتعدى الثانية عشر مما جعله يجابه قساوة الحياة منذ طفولته كونه الابن الوحيد الذكر لأم وعدة شقيقات لا معيل لهم.
حفظ القران الكريم على اللوح في زاوية تيسبيلان بقرية الجمعة بني حبيبي وعرف منذ صغره بفطنته وسرعة بديهته، التحق بالعاصمة الجزائرية وحيدا وعمره لا يتعدى الثالثة عشر وزاول دراسته إلى أن تحصل على شهادة الدكتوراه في طب وجراحة الأسنان.

## نشاطاته
وقد عرف بنضاله الشديد من أجل العروبة وتعريب الطب، ونال شرف العضوية في الاتحاد الطبي الجزائري وكذا المجلس الوطني لأخلاقيات الطب إضافة إلى اتحاد أطباء الأسنان العرب,ناضل في صفوف جبهة التحرير الوطني مذ بلوغه سن التاسعة عشر كان يؤمن بالرسالة والأمانة التي ضحى من أجلها والده وشهداء الجزائر أثناء حرب التحرير الجزائرية
وقد عرف بمواقفه الثابتة وصراحته الشديدة وحكمته التي أكسبته احترام  شرفاء هذا الحزب الوطني,
تحصل على درجة الاختصاص في زراعة الأسنان,كما تابع دراسة القانون
تخرج من كلية الحقوق والعلوم الإدارية بالعاصمة الجزائرية بشهادة ليسانس في الحقوق وكذا شهادة الكفاءة المهنية للمحاماة
كما تابع تابع الدراسات العليا في مجال الصحافة بدرجة ماجستير صحافة العلمية، 
شارك في العديد من المحافل الأدبية بإسهاماته الفكرية التحليلية وكذا إبداعاته الشعرية كما ساهم بكتاباته في العديد من الجرائد الوطنية والدولية، 
قام بإعداد فقرة في القنوات التلفزيونية الجزائرية عرفت أنها أول فقرة تلفزية متخصصة في طب الأسنان وهي فقرة طب الأسنان صحة وجمال بحصة صباحيات على القناة الرسمية الجزائرية والتي لاقت نجاحا كبيرا وتفاعلا مباشرا من قبل المشاهدين الجزائريين والعرب,كما عاد  الدكتور الطيب ينون عبر القناة القرانية الجزائرية في نفس التخصص, وقد بوأته هذه المدارك العلمية  ليحظى بشرف العرفان وتقلد رتبة الوساطة القضائية بالدولة الجزائرية.

## تصريحاته
- في فبراير 2013 أعلن أنه سينسحب من رئاسيات الجزائر 2013 في حا ما إذا ما ترشح الرئيس الجزائري عبد العزيز بوتفليقة لعهدة رابعة[2][3]